# Kazuki Watanabe (músico)
Kazuki Watanabe (渡辺 和樹 Watanabe Kazuki?,  Shibuya, Tokio, 7 de abril de 1981 - Ebisu, Shibuya, 31 de octubre de 2000), mejor conocido bajo su nombre artístico de Kazuki (華月?), fue un músico japonés, célebre por haber sido el guitarrista y compositor principal de la banda de visual kei-rock, Raphael. El grupo fue uno popular, con todas sus canciones posicionándose en la lista top 40 de Oricon, antes de disolverse después de la muerte de Watanabe a la edad de 19 años.

## Biografía
Watanabe nació el 7 de abril de 1981 en el barrio de Shibuya, Tokio. Compró su primera guitarra a los once años, en 1992. Después de interpretar algunos papeles en series de televisión y en una película, pasó a desarrollar una carrera en el mundo de la música. En 1995, Watanabe y el bajista Yukito formaron una banda de versiones punk que interpretaba canciones de bandas tales como The Blue Hearts y Ramones. En 1996, Watanabe y Yukito comenzaron a escribir material original y más adelante, en 1997, formaron el grupo Raphael; en aquel entonces todos los miembros tenían apenas quince años de edad. En solo tres años, Raphael se convirtió en lo suficientemente popular como para actuar en el Nippon Budokan, un estadio cubierto donde varios músicos famosos realizaron conciertos, incluyendo a Bob Dylan y Ozzy Osbourne.
También trabajó en un proyecto paralelo llamado Yuri Jūjidan (百合十字団), una banda compuesta por Kazuki (voz) y Kuruto (exmiembro de Pleur) en el bajo y guitarra de apoyo. Todas sus canciones son instrumentales puesto que Watanabe murió antes de grabar su voz.

### 2000-2012: Muerte y eventos posteriores
El 31 de octubre de 2000, Watanabe fue encontrado muerto por familiares en su habitación en el distrito de Ebisu, Shibuya. Tenía 19 años de edad. Se informó que la causa de su muerte fue una sobredosis de sedantes, de acuerdo con lo dicho por la policía de Shibuya.
Después de su muerte, Raphael se disolvió en enero de 2001. En 2012, los miembros restantes del grupo se reunieron para dos conciertos que tuvieron lugar el 31 de octubre (el aniversario de la muerte de Watanabe) y 1 de noviembre, además de lanzar una nueva versión de su canción hit de 1999, Todokanu Kimi e, como un sencillo.

## Discografía

### CD
- Yuki no Ningyō
- Fumetsu Hana
- Yuri Jūjidan no Kakusei
- Sotsu gyō hakusho/ Yuki no Ningyō

### DVD
- forever and ever.....

### Álbumes de fotos
- evergreen 〜Sugao no mamade〜
- Daisuki, kaji ~yurin
- Teenage

### Libros
- Aoi no kaigō (2000)